# Ligue de football de Saint-Pierre-et-Miquelon
La ligue de football de Saint-Pierre-et-Miquelon (LFSPM) est une ligue de football d'outre-mer, fondée en 1976. Elle est affiliée à la Fédération française de football (FFF), laquelle l'autorise à être l'un des dix membres de la fédération régionale de Terre-Neuve-et-Labrador, la Newfoundland and Labrador Soccer Association (elle-même affiliée à l'Association canadienne de soccer). 
À partir de 2018, la FFF autorise un club qualifié à participer à la coupe de France, intégré dans le troisième tour régional. Après l'AS Saint-Pierraise en 2018 et l'AS Ilienne Amateurs en 2019, aucune équipe n'a pu représenter la collectivité en 2020 à cause de l'interdiction de vol lié au coronavirus. L'AS Saint-Pierraise en 2021 a à nouveau représenté Saint-Pierre et Miquelon dans le troisième tour régional de la Ligue des Pays de la Loire. 

## Une ligue française dans le football canadien
Le président de la LFSPM est Hervé Huet. Il succède à Jean de Lizarraga. Gino Bonnieul occupe le poste de vice-président, Fabrice Palanchier celui de secrétaire général et David Admond celui de trésorier. Saint-Pierre-et-Miquelon compte un de ses membres au comité directeur terre-neuvien en la personne de Ronald Manet. En 2011, la LFSPM compte 549 licenciés (295 en 2004), sur les 2 701 détenteurs de licence sportive parmi les 7 466 habitants de l'archipel.
Le premier championnat de Saint-Pierre-et-Miquelon a été disputé en 1964 et des clubs de la LFSPM participent aux compétitions de Terre-Neuve (l'AS Ilienne Amateurs remporte notamment la coupe en 1978). Le football n'est pas le sport le plus pratiqué à Saint-Pierre-et-Miquelon, la voile et le hockey-sur-glace figurant davantage parmi les disciplines sportives les plus appréciées des habitants. 
43 % de la population de l’archipel détient une licence sportive (contre 24 % en moyenne métropolitaine, données de 2002, réserves quant à la prise en compte des licences multiples dans ce calcul). Une trentaine de déplacements sportifs hors de l’archipel ont lieu par an.

## Sélection de Saint-Pierre-et-Miquelon
Jusqu'en 2010, la sélection de Saint-Pierre-et-Miquelon participe uniquement et activement aux Jeux d'été de Terre-Neuve, les Newfoundland and Labrador Summer Games, auxquels elle prend part depuis 2000, avec les régions de Terre-Neuve. Enfin, la sélection a été invitée aux Jeux de l'Acadie, en 1997 et 2003. 
Les îliens n'ont pas pris part à la première Coupe de l'Outre-Mer française, en 2008, au grand regret de Louis Quédinet, alors président de la LFSPM, qui déplora ce qu'il qualifia d'« ostracisme fédéral » français. Il ne s’expliquait pas l'absence de sa sélection parmi les participants, autrement que par le fait qu'elle n'était pas « considérée comme étant de bon niveau ». 
La sélection de Saint-Pierre participe en revanche à la Coupe de l'Outre-Mer 2010, en septembre 2010. Les îliens enregistrèrent trois défaites en phase de poule, encaissant 28 buts et n'en marquant aucun.

## Membre associé de la CONCACAF?
Du fait de sa proximité avec le Canada et de sa position dans l'Atlantique nord, la LFSPM aurait la possibilité de se rapprocher de la CONCACAF, les statuts de la FFF l'y autorisant notamment grâce à l'article suivant : « Les Ligues régionales constituées dans les départements d'Outre-Mer, à Saint-Pierre-et-Miquelon ou à Mayotte peuvent conduire des actions de coopération avec les fédérations affiliées à la F.I.F.A. des États de la zone géographique dans laquelle elles sont situées. Sous l'égide de la Confédération continentale concernée, et avec l'accord exprès de la F.F.F., ces Ligues peuvent organiser des manifestations sportives internationales à caractère régional ou constituer des équipes en vue d'y participer » (article 34, alinéa 6).

## Clubs affiliés à la Ligue de Saint-Pierre-et-Miquelon
En 2012, seuls trois clubs s'affrontent en circuit fermé.
- Saint-Pierre
  - AS Ilienne Amateurs (fondée en 1953)
  - AS Saint-Pierraise (fondée en 1903)

- Miquelon
  - AS Miquelonnaise (1949)

## Parcours des clubs de Saint-Pierre-et-Miquelon en Coupe de France
| Saison    | Club                | Ultime Adversaire             | Parcours  | Ligue régionale de football d'accueil |
| --------- | ------------------- | ----------------------------- | --------- | ------------------------------------- |
| 2018-2019 | AS Saint-Pierraise  | Longvic ALC (D7)              | 3ème Tour | Bourgogne-Franche-Comté               |
| 2019-2020 | AS Ilienne Amateurs | FC Lyon (D7)                  | 3ème Tour | Auvergne-Rhône-Alpes                  |
| 2020-2021 | /                   | /                             | /         | /                                     |
| 2021-2022 | AS Saint-Pierraise  | US Sainte-Anne de Vertou (D5) | 3ème Tour | Pays de la Loire                      |
| 2022-2023 | AS Ilienne Amateurs | Luynes Sports (D7)            | 3ème Tour | Méditerranée                          |
| 2023-2024 | AS Saint-Pierraise  | CO Pacé (D7)                  | 3ème Tour | Bretagne                              |
| 2024-2025 | AS Saint-Pierraise  | Reims Sainte-Anne (D6)        | 3ème Tour | Grand-Est                             |

## Stades
- Stade John-Girardin à Saint-Pierre
- Stade Léonce-Claireaux à Saint-Pierre
- Stade de l'Avenir à Miquelon

## Grandes dates
- 13 juin 1973 : Le Directeur technique national honoraire de la FFF, Joseph Mercier, vient dans le Territoire, pour une période d'un mois et demi, pour entraîner les équipes de Saint-Pierre-et-Miquelon.
- 12 août 1978 : Pour la première fois dans les annales sportives des Iles Saint-Pierre et Miquelon, deux équipes de football saint-pierraises se rencontrent pour disputer la finale de la Coupe de Terre-Neuve (Canada). Après une très belle partie, l'ASIA (AS Ilienne Amateurs) l'emporte, après prolongations, sur l'ASSP (AS Saint-Pierraise) par le score de 6-4.
- 21 juin 1997 : Match de gala au Stade John Girardin entre le Variétés Club de France, emmené par Michel Platini et des anciens professionnels du football, et une sélection de Saint-Pierre-et-Miquelon, composée de joueurs de l'ASSP, l'ASM et l'ASIA. L'équipe de Platini l'emporte sur le score de 5-4 après une partie splendide devant 1 400 spectateurs.